# جان نیلی کندی
جان نیلی کندی (انگلیسی: John Neely Kennedy؛ زادهٔ ۲۱ نوامبر ۱۹۵۱) خزانه دار ایالتی و سناتور منتخب ایالات متحده از لوئیزیانا است. او به عنوان یکی از اعضای حزب جمهوری‌خواه, از ۳ ژانویه ۲۰۱۷ به عنوان سناتور جونیر ایالات متحده در کنار سناتور بیل کسیدی فعالیت خود را آغاز خواهد کرد.